# Abdul Karim (Munshi)

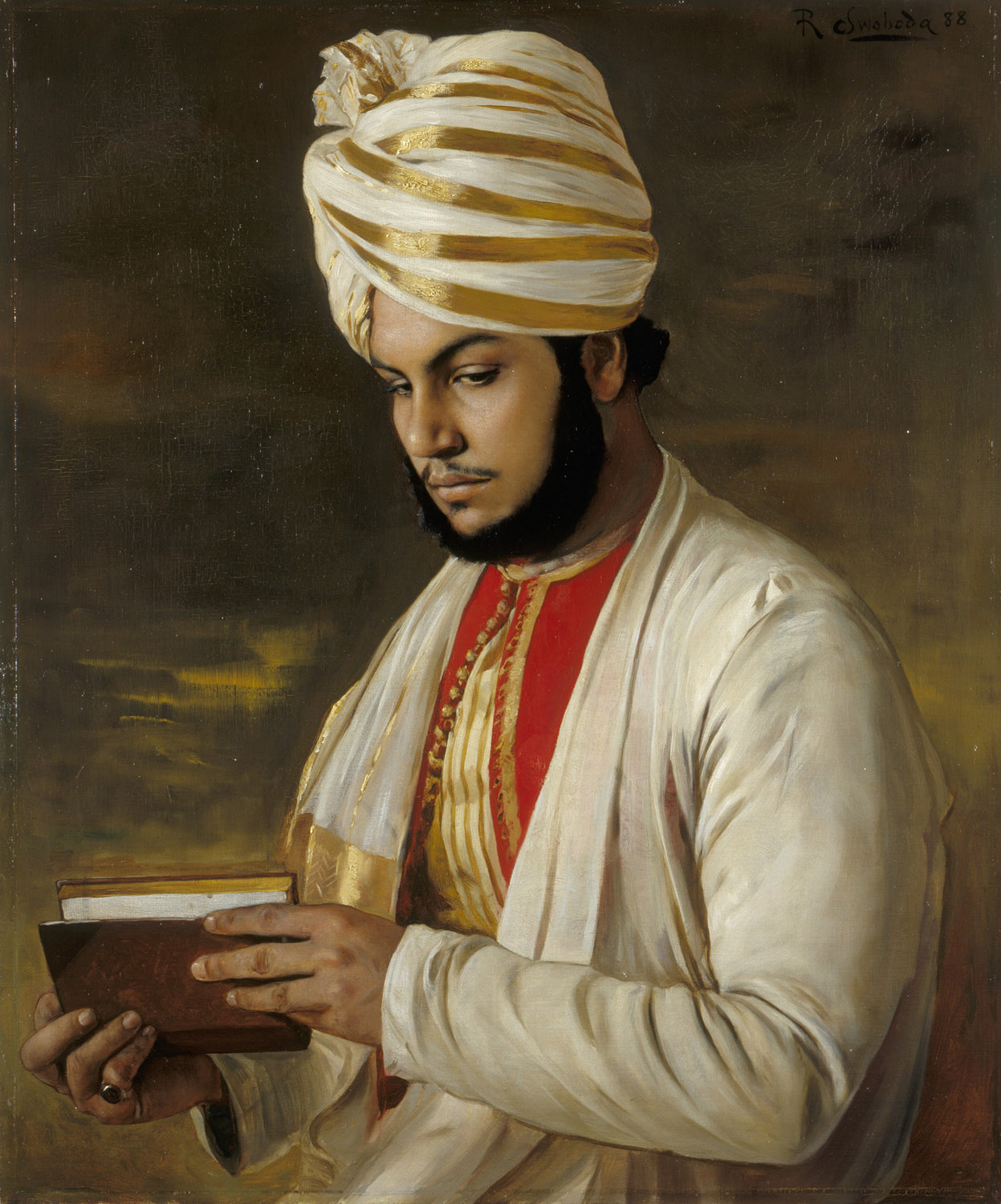
Abdul Karim nach einem Gemälde von Rudolf Swoboda

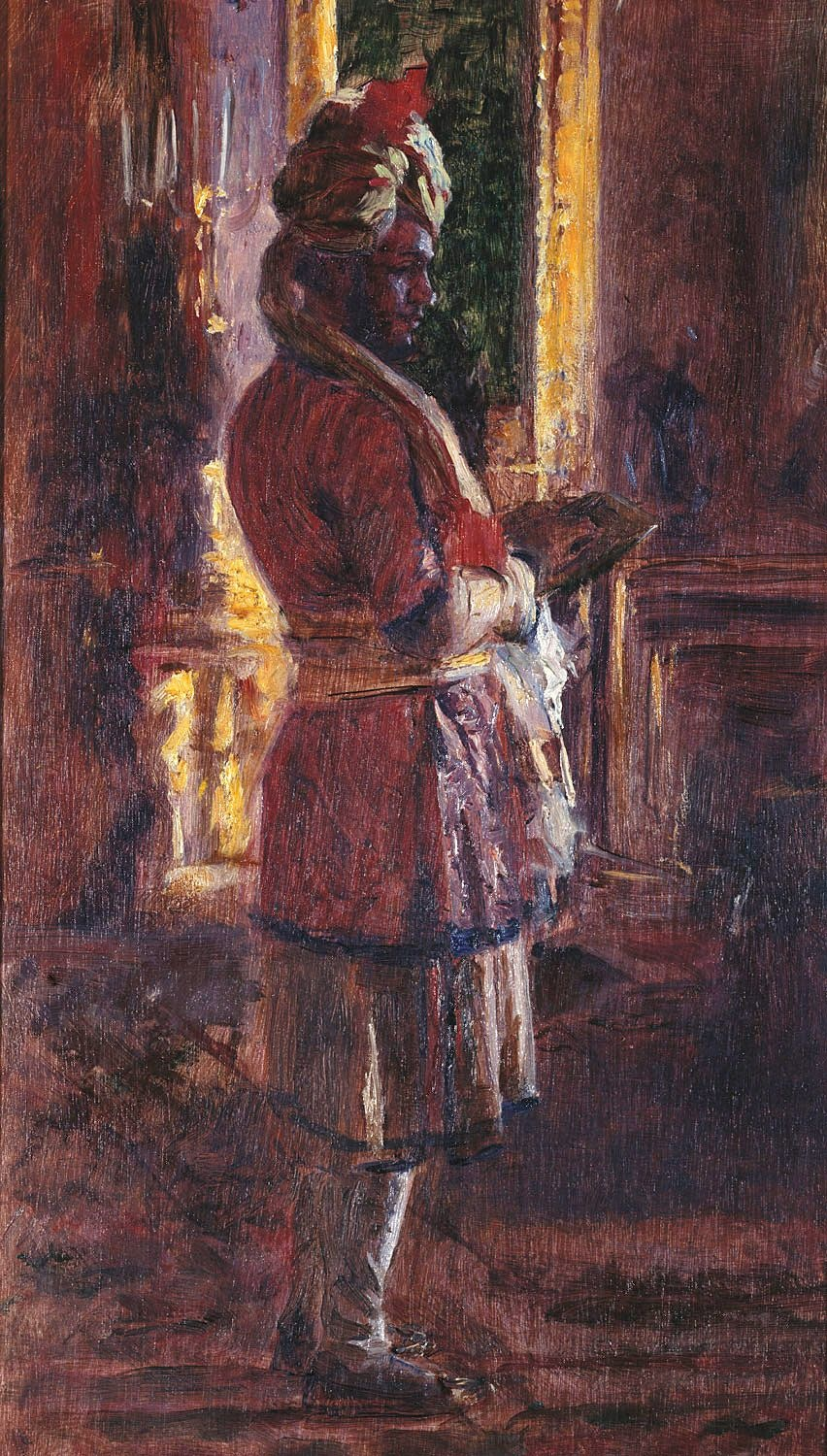
Der Munshi, Gemälde von Laurits Tuxen, in Auftrag gegeben von Queen Victoria, 1887

Hafiz Abdul Karim, CIE, CVO (* 1863 in Jhansi; † 1909 in Agra), besser bekannt als Munshi (Urdu etwa Sekretär, Lehrer für Rhetorik) war ein indischer Diener der britischen Königin Victoria.

## Leben
Als einer von zwei indischen Dienern, die anlässlich des goldenen Thronjubiläums 1887 in den königlichen Haushalt aufgenommen wurden, war der Munshi zunächst als Diener für das Esszimmer beschäftigt. Die Königin fasste sehr schnell Zuneigung zu ihm. Vermutlich nachdem er ihr mitgeteilt hatte, dass er zu Hause in Indien Lehrer gewesen und die körperliche Arbeit eines Dieners unter seiner Würde sei, wurde er rasch zu „the Queen’s Munshi“ befördert. Er gab Victoria Sprachunterricht in Hindustani und Urdu und lehrte sie indische Bräuche. In späteren Jahren wurde er der „indische Sekretär der Königin“ (nicht zu verwechseln mit dem Kabinettsposten „indischer Staatssekretär“).
Der Munshi erkannte, wie er die Vorteile seiner Position als Günstling der Königin nutzen konnte. Dadurch zog er sich die Missgunst des Hofes zu. Er holte seine Frau und andere Familienmitglieder aus Indien nach Großbritannien, wo sie auf königliche Kosten lebten. Er übertrieb, was seine Herkunft betraf, indem er sagte, dass sein Vater ein Arzt in der indischen Armee wäre. Tatsächlich war dieser nur ein traditioneller Heiler im Gefängnis von Agra. Als die Königin damit konfrontiert wurde, verteidigte sie ihren Favoriten.
Victorias Berater waren außerdem wegen seines Umgangs mit Rafiuddin Ahmed besorgt, einem indischen Politiker, der in London ansässig war und für das Parlament kandidierte. Sie befürchteten, dass Ahmed durch den Munshi an vertrauliche Informationen gelangen konnte. Es gibt keinen Hinweis darauf, dass diese Sorge berechtigt gewesen wäre oder dass der Munshi jemals bis zu Victorias Tod indiskret gewesen wäre. Dabei hätte er dazu durchaus die Möglichkeit gehabt, denn er überbrachte und verbrannte Victorias Korrespondenz.
Die Königin ernannte ihn 1895 zum Companion of the Order of the Indian Empire und 1899 zum Commander of the Royal Victorian Order. Sie belohnte ihn außerdem mit Land in Agra und brachte ihn und seine Familie in Balmoral, Windsor und Osborne House in Cottages unter. Auch ließ sie von Rudolf Swoboda zwei Porträts von ihm anfertigen.
Nach dem Tod der Königin 1901 verbannte ihr Sohn König Eduard VII. den Munshi und seine Angehörigen vom Hof und befahl, sie zurück nach Indien zu schicken. Der König erlaubte dem Munshi aber einen letzten Blick auf die Königin, bevor der Sarg geschlossen wurde, und die Teilnahme an der Trauerprozession.
Nach seiner Rückkehr nach Indien bis zu seinem Tod 1909 lebte der Munshi in seinem Haus in Agra Karim Lodge.
Karims Familie verbarg sein Tagebuch über ein Jahrhundert lang. Es wurde 2010 veröffentlicht.

## Rezeption
2017 entstand der Spielfilm Victoria & Abdul von Stephen Frears mit Judi Dench und Ali Fazal in den Titelrollen.